# Krokstrand en Kroken
Krokstrand en Kroken (Zweeds:Krokstrand och Kroken) is een småort in de gemeente Strömstad in het landschap Bohuslän en de provincie Västra Götalands län in Zweden. De plaats heeft 57 inwoners (2005) en een oppervlakte van 21 hectare. Het småort bestaat eigenlijk uit twee plaatsen: Krokstrand en Kroken.